# Kızılcaören, Kütahya
Kızılcaören là một xã thuộc thành phố Kütahya, tỉnh Kütahya, Thổ Nhĩ Kỳ. Dân số thời điểm năm 2008 là 1.128 người.